# Джейн Нвамуруаму Абрахам
Джейн Нвамуруаму Абрахам (англ. Jane Abraham Nwamuroamu; нар. 22 грудня 2001) — нігерійська футболістка, нападниця українського клубу «Восход» (Стара Маячка).

## Клубна кар'єра
Футболом розпочала займатися на батьківщині, в клубі «Насарава Амазонс». Потім захищала кольори клубів жіночої Прем'єр-ліги Нігерії «Робо», «Ібом Енджелс» та «Ріверс Енджелс». Навесні 2020 року перейшла до «Абія Енджелс».
Навесні 2021 року переїхала до українського клубу «Восход». У футболці клубу зі Старої Маячки дебютувала 31 липня 2021 року в нічийному (1:1) домашньому поєдинку 1-го туру Вищої ліги України проти криворізкого «Кривбасу». Джейн вийшла на поле в стартовому складі та відіграла увесь матч.